# Most metra Hůrka–Lužiny
Most linky B pražského metra přes údolí Prokopského potoka přemosťuje Centrální park ve Stodůlkách přes Nepomucký rybník. 

## Popis

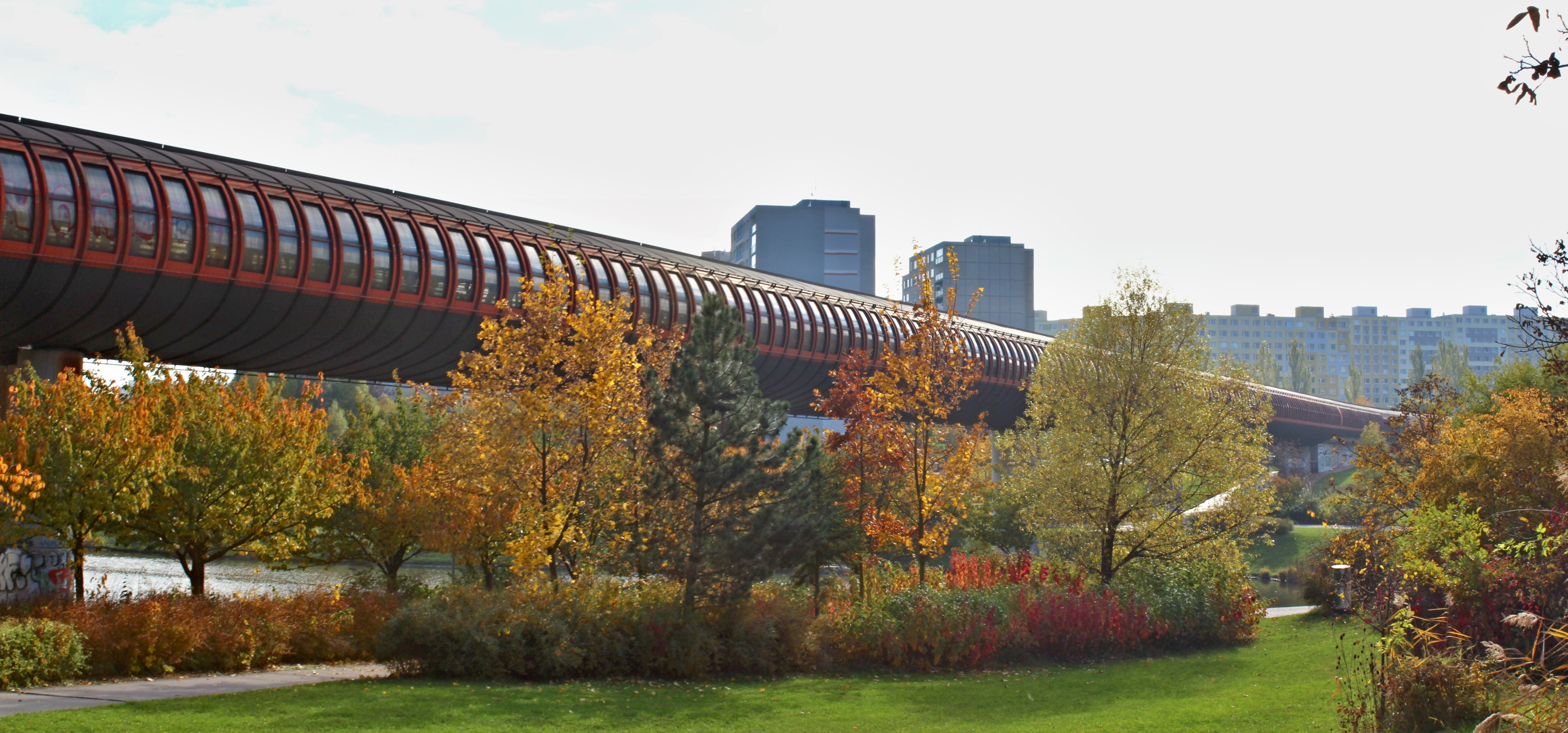
Tubus metra

Jde o dvoukolejný uzavřený svařovaný most na traťovém úseku V.B mezi stanicemi Hůrka a Lužiny. Most byl uveden do provozu stejně jako celý úsek 11. listopadu 1994. Délka mostu je 375 metrů, nejvyšší výška nad terénem je 17 metrů. Architektem je V. Kraus. Na rozdíl od mostu mezi stanicemi Rajská zahrada a Černý Most na druhém konci linky B není na stropě tubusu umístěna cyklostezka s pěší zónou. Při vjíždění do tubusu se okna postupně zvětšují, takže nedochází k velkému oslnění. Objevily se i návrhy Davida Černého na ozdobení tubusu plastickými uměleckými díly.